# Arenopontia acantha
Arenopontia acantha är en kräftdjursart som beskrevs av Claude Chappuis 1953. Arenopontia acantha ingår i släktet Arenopontia och familjen Leptopontiidae. Inga underarter finns listade i Catalogue of Life.